# Côte d'Ivoire aux Jeux paralympiques d'été de 2024
La Côte d'Ivoire a participé aux Jeux paralympiques d'été de 2024 à Paris du 28 août au 8 septembre 2024. Il s'agissait de sa 8e participation à des Jeux paralympiques d'été.
Le porte-drapeau de la délégation ivoirienne à ces Jeux était l'haltérophile handisport Ano Adou Hervé. Aucune médaille n'a été remportée. L'athlète Ye Kah Michel a battu le record africain à la finale de l'épreuve de lancer de javelot dans la catégorie F41.

## Nombre d’athlètes qualifiés par sport
| Sport        | Hommes | Femmes | Total |
| ------------ | ------ | ------ | ----- |
| Dynamophilie | 1      | 0      | 1     |
| Taekwondo    | 1      | 0      | 1     |
| Athlétisme   | 1      | 0      | 1     |
| Total        | 3      | 0      | 3     |

## Bilan général
| Sport        | Médaille d'or, Jeux paralympiques | Médaille d'argent, Jeux paralympiques | Médaille de bronze, Jeux paralympiques | Total | Rang pays |
| ------------ | --------------------------------- | ------------------------------------- | -------------------------------------- | ----- | --------- |
| Dynamophilie | 0                                 | 0                                     | 0                                      | 0     |           |
| Taekwondo    | 0                                 | 0                                     | 0                                      | 0     |           |
| Athlétisme   | 0                                 | 0                                     | 0                                      |       |           |
| Total        | 0                                 | 0                                     | 0                                      | 0     |           |

| Jour          | Médaille d'or, Jeux paralympiques | Médaille d'argent, Jeux paralympiques | Médaille de bronze, Jeux paralympiques | Total |
| ------------- | --------------------------------- | ------------------------------------- | -------------------------------------- | ----- |
| 28 août       |                                   |                                       |                                        |       |
| 29 août       |                                   |                                       |                                        |       |
| 30 août       | 0                                 | 0                                     | 0                                      | 0     |
| 31 août       |                                   |                                       |                                        |       |
| 1er septembre |                                   |                                       |                                        |       |
| 2 septembre   | 0                                 | 0                                     | 0                                      | 0     |
| 3 septembre   |                                   |                                       |                                        |       |
| 4 septembre   |                                   |                                       |                                        |       |
| 5 septembre   |                                   |                                       |                                        |       |
| 6 septembre   | 0                                 | 0                                     | 0                                      | 0     |
| 7 septembre   | 0                                 | 0                                     | 0                                      | 0     |
| 8 septembre   |                                   |                                       |                                        |       |
| Total         | 0                                 | 0                                     | 0                                      | 0     |

| Sexe   | Médaille d'or, Jeux paralympiques | Médaille d'argent, Jeux paralympiques | Médaille de bronze, Jeux paralympiques | Total |
| ------ | --------------------------------- | ------------------------------------- | -------------------------------------- | ----- |
| Hommes | 0                                 | 0                                     | 0                                      | 0     |
| Mixte  | 0                                 | 0                                     | 0                                      | 0     |
| Total  | 0                                 | 0                                     | 0                                      | 0     |

## Résultats

### Dynamophilie

#### Hommes
| Athlète        | Compétition    | Finale                      | Finale |
| Athlète        | Compétition    | Résultat (meilleure charge) | Rang   |
| -------------- | -------------- | --------------------------- | ------ |
| Ano Adou Hervé | Moins de 80 kg | 191 kg                      | 7e     |

### Taekwondo

#### Hommes
| Athlète                | Compétition         | Huitièmes de finale                            | Huitièmes de finale | Quart de finale     | Demi-finale         | Finale Match pour la 3e place | Finale Match pour la 3e place |
| Athlète                | Compétition         | Adversaire Résultat                            | Rang                | Adversaire Résultat | Adversaire Résultat | Adversaire Résultat           | Rang                          |
| ---------------------- | ------------------- | ---------------------------------------------- | ------------------- | ------------------- | ------------------- | ----------------------------- | ----------------------------- |
| Boli Bi Assamoa Michel | Moins des 70 kg K44 | battu par Suarez Walker Michel Ernesto 17 - 18 | 9e                  | Éliminé             | Éliminé             | Éliminé                       | Éliminé                       |

### Athlétisme

#### Hommes
| Athlète       | Épreuve               | Finale                     | Finale |
| Athlète       | Épreuve               | Performance                | Rang   |
| ------------- | --------------------- | -------------------------- | ------ |
| Ye Kah Michel | Lancer de poids F41   | 10.46 m (Record Personnel) | 6e     |
| Ye Kah Michel | Lancer de javelot F41 | 37.69 m (Record Africain)  | 5e     |